# 昆扎诺多廖
昆扎诺多廖（義大利語：Quinzano d'Oglio），是意大利布雷西亚省的一个市镇。总面积21平方公里，人口6414人，人口密度305.4人/平方公里（2009年）。国家统计（ISTAT）代码为017159。